# Cousiniopsis
Cousiniopsis là một chi thực vật có hoa trong họ Cúc (Asteraceae).

## Loài
Chi Cousiniopsis gồm các loài: